# Pietra di Rapolano

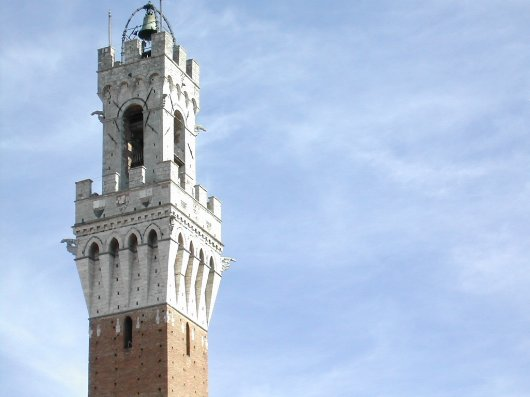
La Torre del Mangia di Siena

Le Pietre di Rapolano sono le pietre estratte dalle cave del comune di Rapolano Terme in provincia di Siena anche conosciute come Travertino di Rapolano o Travertino di Siena.
Dal punto di vista geologico sono travertino, ma sono così denominate a causa della loro particolarissima colorazione che le rende uniche.
I minerali presenti nella terra di Siena, che gli conferiscono il caratteristico colore noto in tutto il mondo, hanno influito anche sulla formazione geologica del travertino di Rapolano che si presenta in colorazioni che vanno dal bianco al marrone scuro, passando attraverso molte variazioni di tono.
Venature  grigie, marroni, nere, caratterizzano inequivocabilmente la Pietre di Rapolano.

## Storia
Il paese di Rapolano Terme è noto fin dai tempi degli antichi Romani che vi si recavano per usufruire degli stabilimenti termali. Alcuni resti della loro presenza, sono ancora oggi visibili nell'insediamento a Campo Muri.
Ma l'utilizzo della Pietra di Rapolano come materiale da costruzione, inizia già prima degli Antichi Romani, infatti sono stati ritrovati alcuni reperti storici risalenti al tempo degli Etruschi.
Successivamente, nei secoli, è stata usata in molti palazzi ed edifici anche storici nel comprensorio senese. La Torre del Mangia in piazza del campo, la sede del Monte dei Paschi fondata nel 1472 a Siena, rappresentano alcuni eclatanti esempi. 
Ma tutta la città di Siena, laddove non costruita in cotto, è fatta di Pietra di Rapolano.
Fino a gli anni trenta del 900 il loro uso era però circoscritto localmente e ancora non avevano una denominazione precisa. 
Da questi anni in poi però, con l'inizio della industrializzazione hanno conosciuto sempre più richiesta è sono state usate non solamente nel contesto locale ma su scala mondiale.
Negli anni 90 del secolo scorso, la loro diffusione in nord America è stata massiccia e tutta l'economia locale ne ha risentito assai positivamente.

## Le Cave

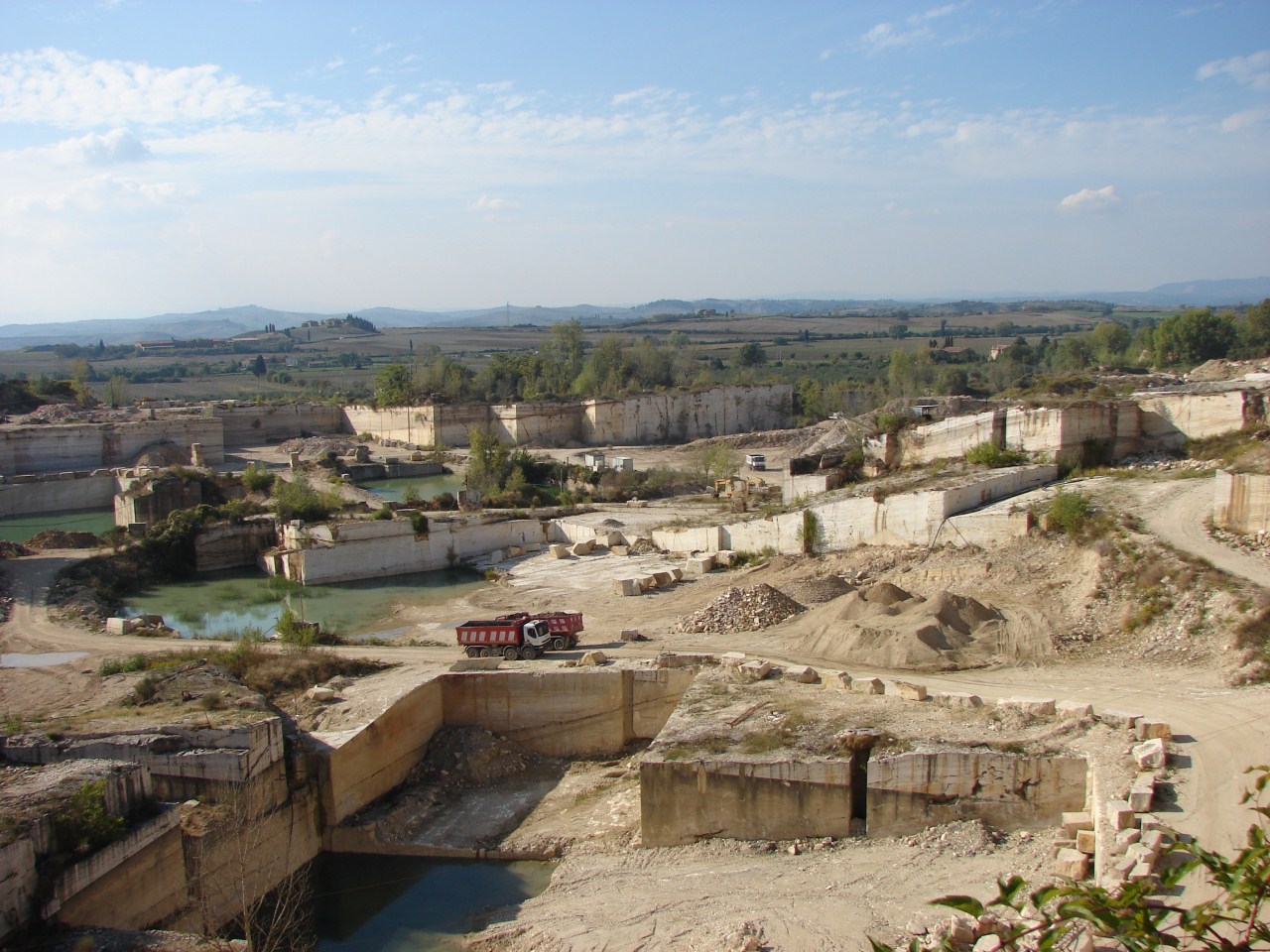
La cava delle pietre di Rapolano

Il primo documento storico che attesti l'attività estrattiva nella zona di Rapolano risale al 1597. In questa epoca la pietra era prevalentemente usato come  materiale da costruzione anche se non mancano esempi di particolari decorativi come si può vedere nella Pieve di San Vittore, la Chiesetta di Sant'Andrea, la Grancia delle Serre, ecc.
Verso la fine dell'800 l'attività estrattiva e la lavorazione vengano esercitate con continuità. Ma solo nei primi decenni del 900 le attività diventano stabili e si aggiungano ai mestieri tradizionali della zona finora dedita prevalentemente all'agricoltura.
Nascono i mestieri di "Cavatore", "Scalpellino".
Nei decenni seguenti queste attività divengono una vera e propria industria che occupa, con il suo indotto, una gran parte della forza lavoro locale.
Oggigiorno i giacimenti attivi sono prevalentemente nel comprensorio delle Serre e con alcune attività estrattive nelle prossimità di Rapolano.

## Caratteristiche
Di seguito sono elencate varie caratteristiche delle Pietre di Rapolano, differenziate per tipologia, che esprimano l'unicità di questi materiali adatti sia per l'edilizia che per l'arredamento come visibile in molti edifici storici ma anche moderni. Pavimenti, Rivestimenti, Colonne, Scalinate, Sculture ed oggi anche Lavabi, Vasche Piatti Doccia.

### Geologiche
Geologicamente parlando le Pietre di Rapolano sono dei "Liotipi sedimentari a plaghe con tonalità più o meno intense. Con pori da sub millimetrici a pluricentimetrici" più comunemente detto Travertino. Dal punto di vista mineralogico sono costituite essenzialmente da carbonato di calcio sotto la forma di calcite Mineralogia, con contenuto medio intorno al 98% e da piccole quantità di materiali argillosi Mineralogia (vermiculite, montmorillonite, illite e caolnite), quarzo, mica bianca, idrossidi di ferro e manganese, clorite plagioclasio e feldspato potassico.

### Cromatiche
La differenza primaria fra il Travertino di Tivoli, notoriamente conosciuto nei secoli ed usato in molti edifici nel mondo, è dovuta all'aspetto cromatico. Infatti il Travertino Romano è rinomato per i suoi toni uniformi dal beige chiaro al marrone, mentre le Pietre Di Rapolano presentano variazioni di colore dal bianco al marrone scuro con venature marcate che le rendano uniche ed inconfondibili.

### Tecniche
Grazie alle ottime caratteristiche tecniche e meccaniche il materiale si presta ad essere usato sia per interni che esterni, essendo antigelivo; sia per l'uso privato che quello commerciale. Le quantità disponibili sono ampie. Non presenta quindi controindicazioni di sorta, se l'aspetto risulta gradito, per la specifica di progetti anche importanti.

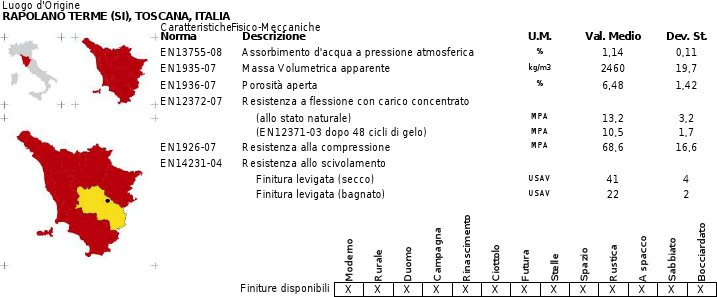
Scheda Tecnica

#### Assorbimento
Le Pietre di Rapolano hanno un valore di assorbimento molto basso solo 1.14% solo per fare un esempio di materiale ampiamente usato la Pietra Serena ha un assorbimento del 1.85% (più basso è il valore meno assorbe la pietra).

#### Massa Volumetrica e Porosità
Nonostante che le Pietre di Rapolano abbiamo una porosità del 6,50% la massa volumetrica ha un valore di circa 2500 kg/m3 contro ad esempio quella del Bianco Carrara di circa 2700 kg/m3.

#### Resistenza a Flessione e Compressione
Anche i valori ricavati dai test di laboratorio su provini di Pietre di Rapolano hanno dato risultati veramente interessanti per l'uso di questa pietra anche, come detto, per progetti commerciali.

#### Resistenza allo Scivolamento
Anche questo test ha prodotto dei valori che rendono il materiale utilizzabile anche la dove possa essere necessario l'uso di materiali non scivolosi quali pavimentazioni esterne, per piscine, di bagni.

## Sistemi di Taglio
All'inizio degli anni 90 le Pietre di Rapolano hanno conosciuto un nuovo splendore, grazie specialmente al rinnovato modo di taglio della pietra stessa. Infatti tutte le pietre possono esser tagliate in due modi diversi: perpendicolarmente agli strati sedimentari CONTROFALDA (modo più conosciuto e tradizionale di tagliare i travertini fin dall'antichità) o ortogonalmente agli strati IN FALDA; nei travertini questa diversità di taglio rende il risultato molto diverso e distinguibile: CONTROFALDA il materiale evidenzia le venatura/strati di sedimentazione paralleli mentre IN FALDA si presenta "nuvolato".
Le Pietre di Rapolano grazie alle sue molteplicità cromatiche si esalta se tagliate IN FALDA, mostrando tutta la loro forza e calore cromatico a differenza del travertino comune che è molto più omogeneo.
Altro fattore che ha reso possibile la diffusione delle Pietre di Rapolano è il fatto che, grazie ai macchinari e gli utensili di lavoro di nuova generazione il tagli del materiale è divenuto molto più rapido e quindi e divenuto ragionevole poter selezionare il materiale in base al tono, venatura, sfumature rendendolo facilmente e velocemente producibile.
Nell'ambito regionale delle cave di Rapolano si è arrivati a produrre e commercializzare più di trenta selezioni diverse in vari formati e finiture di superficie.

## Lavorazioni
Essendo un materiali duri e compatti si prestano a molte lavorazioni di superficie che in base alle scelte del progettista o dell'utilizzatore finale, si prestano a varie esigenza tecniche e d'aspetto:
- Grezzo (filo sega, taglio a diamante)
- Solo Levigato (a poro aperto con superficie levigata non a specchio)
- Stuccato e Levigato (i pori vengono stuccati con cemento bianco e coloranti naturali e poi finemente levigato non a specchio)
- Stuccato e Lucidato (i pori vengono stuccati con cemento bianco e coloranti naturali e poi lucidato a specchio)
- Spazzolato (la superficie viene trattata con delle spazzole abrasive che la rendano "a buccia d'arancia")
- Bocciardato (a mano o a macchina, rende la superficie "grossolana")
- Sabbiata (superficie scabroso dovuta alla lavorazione)